# Astronautică
Astronautică este un domeniu de activitate umană, orientat spre cercetarea și explorarea spațiului cosmic imediat și îndepărtat, cu ajutorul aparatelor de zbor. Din astronautică face parte și aeronautica, care are ca obiect de studiu spațiul cosmic imediat, in special atmosfera terestră. Spre deosebire  de aeronautică, astronautica în general folosește mijloace de zbor mai avansate. Aeronautica folosește baloane, avioane și elicoptere, iar astronautica mai folosește încă și sateliți, sonde spațiale, nave și navete cosmice. Obiectul de cercetare al acestor două științe îl consitutie parametrii fizici ai aerului / atmosferei, cum ar fi componența chimică, presiunea, temperatura, iar în cazul astronauticii - structura sistemului solar, a aglomerațiilor de stele sau roiurilor de stele, galaxiei, a îngrămădirilor de galaxii, a Metagalaxiei.